# Arapahoe (Nebraska)
Arapahoe es una ciudad situada en el condado de Furnas, Nebraska, Estados Unidos. Tiene una población estimada, a mediados de 2022, de 964 habitantes.

## Geografía
La localidad está ubicada en las coordenadas 40°18′18″N 99°53′53″O / 40.30500, -99.89806 (40.305124, -99.897977). Según la Oficina del Censo, tiene una superficie de 2.52 km², correspondientes en su totalidad a tierra firme.

## Demografía
Según el censo de 2020, en ese momento había 1002 personas residiendo en la localidad. La densidad de población era de 397.62 hab./km². El 91.52% de los habitantes eran blancos, el 0.40% eran afroamericanos, el 0.60% eran amerindios, el 0.50% eran asiáticos, el 3.09% eran de otras razas y el 3.89% eran de una mezcla de razas. Del total de la población, el 5.69% eran hispanos o latinos de cualquier raza.